# Lucija Zaninović
Lucija Zaninović (Split, 26 de junio de 1987) es una deportista croata que compite en taekwondo. Su hermana gemela Ana también es una exitosa deportista de taekwondo.
Participó en los Juegos Olímpicos de Londres 2012, obteniendo una medalla de bronce en la categoría de –49 kg. En los Juegos Europeos de Bakú 2015 consiguió una medalla de bronce.
Ganó una medalla de bronce en el Campeonato Mundial de Taekwondo de 2013 y cuatro medallas en el Campeonato Europeo de Taekwondo entre los años 2010 y 2016.

## Palmarés internacional
| Juegos Olímpicos   | Juegos Olímpicos         | Juegos Olímpicos  | Juegos Olímpicos |
| Año                | Lugar                    | Medalla           | Categoría        |
| ------------------ | ------------------------ | ----------------- | ---------------- |
| 2012               | Londres (Reino Unido)    | Medalla de bronce | –49 kg           |
| Campeonato Mundial |                          |                   |                  |
| Año                | Lugar                    | Medalla           | Categoría        |
| 2013               | Puebla (México)          | Medalla de bronce | –49 kg           |
| Juegos Europeos    |                          |                   |                  |
| Año                | Lugar                    | Medalla           | Categoría        |
| 2015               | Bakú (Azerbaiyán)        | Medalla de bronce | –49 kg           |
| Campeonato Europeo |                          |                   |                  |
| Año                | Lugar                    | Medalla           | Categoría        |
| 2010               | San Petersburgo (Rusia)  | Medalla de oro    | –49 kg           |
| 2012               | Mánchester (Reino Unido) | Medalla de oro    | –49 kg           |
| 2014               | Bakú (Azerbaiyán)        | Medalla de oro    | –49 kg           |
| 2016               | Montreux (Suiza)         | Medalla de bronce | –49 kg           |